# Цареубийца (фильм)
«Цареуби́йца» — художественный фильм режиссёра Карена Шахназарова (1991); психологическая драма с элементами мистики. Главные роли исполняют Олег Янковский, удостоенный за эту актёрскую работу национальной премии «Ника», и британец Малкольм Макдауэлл. Фильм целиком отснят в двух вариантах — на русском и английском языке (для европейского показа). Основные съёмки проходили в психиатрической больнице № 16, расположенной в Николо-Берлюковской пустыни.

## Сюжет
Врач-психиатр Смирнов приехал из Москвы в провинциальный город, чтобы заменить уходящего на пенсию главврача местной психиатрической клиники Александра Егоровича. Один из давних пациентов клиники Тимофеев страдает раздвоением личности и в периоды обострения отождествляет себя с убийцами российских императоров Александра II и Николая II. Новый главврач поражён тем, что пациент приводит такие подробности из жизни цареубийц, которые ему просто не могут быть известны. Мало того, в строго определённые дни у Тимофеева проявляются те же телесные повреждения, которые были у цареубийц, — шрамы с кровоподтёками на шее, как у убийцы Александра II, которому отрезали голову, и признаки прободной язвы желудка, как у Юровского, убийцы Николая II.
Смирнов начинает активно заниматься необычным пациентом. Он планирует в процессе бесед провести с Тимофеевым нечто вроде шоковой терапии: начать с ним общаться от имени Николая II, а потом показать ему, что он — просто его врач, и, таким образом, убедить Тимофеева, что и он не является тем, кем себя воображает. Предшественник Смирнова пытается его отговорить, замечая, что «в сознании человека существуют такие вещи, которых лучше никому никогда не касаться», но новый врач приступает к осуществлению своего замысла.
Сначала всё идёт так, как планировал Смирнов: Тимофеев безоговорочно верит, что общается с Николаем II. Однако вскоре ситуация выходит из-под контроля врача: он невольно начинает идентифицировать себя с последним русским императором и однажды даже обнаруживает у себя на голове кровоточащую рану, которая бесследно исчезает через сутки; он не знает, что у Николая II на том же месте был шрам от сабельного удара, полученного им во время путешествия по Японии. Александр Егорович, понимая, что с коллегой происходит что-то неладное, снова пытается отговорить Смирнова от дальнейшей работы с Тимофеевым, но тот неожиданно говорит: «Я хочу понять, почему именно этот человек меня убил». Тимофеев-Юровский также пытается понять, почему это убийство выпало именно ему.
В последующих беседах Смирнов и Тимофеев рассказывают друг другу об обстоятельствах тех дней, делятся мыслями и переживаниями. Смирнов-Николай начинает понимать, что сын старьёвщика Яков Юровский не был ни хладнокровным палачом, ни «избранным» — он был лишь винтиком в машине русской революции. Ленин при встрече с ним, прекрасно зная, что совершил Юровский («мы с ним это сделали вдвоём, я и он»), к удивлению последнего, ни словом не обмолвился об обстоятельствах казни, совершённой по его прямому указанию («я всё ждал… но ни слова, ни даже намёка, ничего»). Постепенно и Юровский осознаёт, что на самом деле он — лишь что-то вроде пружинки в нагане, которая сработала, когда он нажимал на курок, направляя ствол в сердце российского императора. Умирая через 20 лет в элитной палате клиники Грановского, Юровский понял, что, несмотря на совершённое им историческое злодеяние, он как был «никем и ничем», так им и остался.
После очередной беседы с Тимофеевым, в которой тот наконец описывает подробности дня казни, Смирнов едет в Свердловск, посещает место, на котором стоял дом инженера Ипатьева — место последнего заточения и убийства царской семьи, — и ночью умирает в гостиничном номере.

## В ролях
- Олег Янковский — психиатр Алексей Михайлович Смирнов / Николай II
- Малкольм Макдауэлл — пациент Тимофеев / Яков Михайлович Юровский (озвучивает Юрий Беляев)
- Армен Джигарханян — Александр Егорович
- Анжелика Пташук — Марина (подруга Смирнова)
- Андрей Кривицкий — Николай II в детстве
- Ольга Антонова — императрица Александра Фёдоровна
- Дарья Майорова — великая княжна Ольга Николаевна
- Евгения Крюкова — великая княжна Татьяна Николаевна
- Алёна Теремизова — великая княжна Мария Николаевна
- Ольга Борисова — великая княжна Анастасия Николаевна
- Алексей Логунов — царевич Алексей Николаевич
- Юрий Шерстнёв — Пётр Сергеевич Козлов, санитар
- Юрий Беляев — Александр II
- Виктор Сеферов — Пётр Лазаревич Войков
- Гиви Тохадзе — генерал
- Анастасия Немоляева — медсестра Юровского
- Антон Табаков — психбольной, поющий песню[источник не указан 98 дней] (нет в титрах)
- Иван Косых —  Ленин

## Съёмочная группа
- Режиссёр: Карен Шахназаров
- Автор сценария: Александр Бородянский, Карен Шахназаров
- Оператор: Николай Немоляев
- Композитор: Владислав Шуть
- Художник: Людмила Кусакова
- Продюсеры: Эрнст Вайсберг, Владимир Досталь

## История создания
Примерно за год до начала съёмок фильма «Цареубийца» Карен Шахназаров и Александр Бородянский писали сценарий фильма «Палата № 6» по повести А. П. Чехова для совместного проекта с итальянскими продюсерами. Шахназаров мечтал снять этот фильм, а Марчелло Мастроянни должен был играть главную роль — доктора Рагина. Однако ещё в процессе написания сценария итальянские продюсеры отказались от финансирования этого проекта, и у Шахназарова остался богатый материал о пациентах клиник для душевнобольных, очень пригодившийся в работе над «Цареубийцей».
Однажды Шахназаров прочитал большую статью о расстреле царской семьи. Родилась идея воссоздания этих событий в кинокартине «Цареубийца», но сценарий будущего фильма решено было писать в двух временных измерениях — 1918 год и современность, чтобы появилась возможность для импровизации. Таким образом, Бородянский и Шахназаров «развязали себе руки», не желая замыкаться на расстреле. Так появился образ доктора-психиатра Смирнова, который сначала разыгрывает Николая II, а затем «вживается» в плод своих фантазий и перестаёт понимать, кто же он: психиатр или император, убитый Юровским.
По воспоминаниям Шахназарова, изначально задумывалось, что главные роли будут исполнять Янковский и Макдауэлл. С Янковским была предварительная договорённость, а о Макдауэлле Шахназаров даже не мечтал. Актёр согласился сниматься после того, как прочитал сценарий и встретился с Шахназаровым на Каннском кинофестивале. Работая над фильмом, Макдауэлл несколько месяцев прожил в Москве на скромной съёмной квартире. Его гонорар составил два миллиона долларов.
В период съёмок катастрофически не хватало денег, а из-за занятости актёров (особенно Макдауэлла) на других кинопроектах контрольно-постановочный план переписывался несколько раз. Все свои предыдущие фильмы Шахназаров снимал за 20—30 дней, а в «Цареубийце» на натурных съёмках было необходимо отснять все четыре времени года, и приходилось надолго останавливаться, распускать киногруппу, потом вновь её собирать и пытаться «на той же ноте» отснять новый материал.
Художник картины Людмила Кусакова рассказывала, что для съёмок в Екатеринбурге пришлось восстанавливать полностью разрушенный дом инженера Ипатьева. Она пыталась найти хоть какие-то сведения о доме в городском музее, разговаривала со старожилами. Случайно обнаружилось, что в местном ЖЭКе сохранились копии планов этажей дома, по ним и были построены интерьеры в павильонах. Одну лестницу пришлось развернуть на 90 градусов, потому что она не умещалась в павильоне. Снаружи в роли дома был снят д. 5 по Летне-Перевозинской улице во Владимире.
На момент съёмок худсоветы «самоликвидировались», и никто не перечёркивал сценарий, не корректировал отснятый материал, не заставлял при монтаже выбрасывать «в корзину» сцены.

## Награды
- Премия за лучшую работу художника по костюмам — Вера Романова; «Ника» — 1991
- Премия за лучшую мужскую роль — Олег Янковский; «Ника» — 1991;
- Главный приз МКФ в Белграде — 1991 (Югославия).